# PzKpfw I Ausf A - Sd.Kfz. 101
Het Duitse pantservoertuig Panzerkampfwagen I uitvoering A (ook gekend als PzKpfw I Ausf A - Sd.Kfz. 101) is een lichte tank gebaseerd op de PzKpfw I Ausf A - ohne Aufbau, maar nu met een bovenstructuur en geschutskoepel. De tank speelde een belangrijke rol in de Spaanse Burgeroorlog (1936) en de beginjaren van de Tweede Wereldoorlog (1939-1945).

## Achtergrond
In de zomer van 1933 werd het LaS ontwerp (PzKpfw I Ausf A - ohne Aufbau) van Krupp aangepast en vijf rupsvoertuigen werden getest op de terreinen van Kummersdorf. Na de test werd besloten om de koepel en bovenstructuur van Daimler-Benz op het chassis van Krupp's LaS te zetten. De LKA LaS was geboren. Er werd getest met de luchtgekoelde Krupp M601 dieselmotor doch deze leverde slechts 45 pK bij 2200 t/min en werd niet goed genoeg bevonden; vanaf toen werd de Krupp M305 gebruikt. Na verdere testen van de LKA LaS in februari 1934, werd een verbeterde LKA 1 (LaS) hernoemd tot MG Panzerwagen - Versuchkraftfahrzeug 617 (Vs Kfz) en later tot de officiële benaming PzKpfw I Ausf A. De Panzerkampfwagen I Ausf A werd geproduceerd tussen juli 1934 en juni 1936 door Henschel, MAN, Krupp-Gruson en Daimler-Benz.
De uitvoering A (Ausf A) had enkele minpunten: de M305 Krupp motor bleek niet krachtig genoeg (slechts 57 pK), was luidruchtig en raakte snel oververhit wegens inadequate ventilatie. Het ventilatie probleem werd gedeeltelijk opgelost door aanpassingen aan de achterzijde van de tank. Het probleem van de zwakke motor werd opgelost door een andere motor te plaatsen waardoor de PzKpfw I Ausf B - Sd.Kfz. 101 ontstond.

## Dienstjaren
Het was de eerste Duitse tank die in massaproductie werd gemaakt. Initieel werden er door de Reichswehr 135 stuks besteld doch de bestellig werd in januari 1934 verhoogd naar 450. Bij het einde van de productie in juni 1936 waren er 818 geproduceerd. De eerste PzKpfw I Ausf A werd geleverd in september 1934 (1 stuk werd geleverd aan Hongarije) en tegen juli 1935 had het Kraftfahrlehrkommando 475 stuks ontvangen. De PzKpfw I Ausf A - Sd.Kfz. 101 werd in alle Duitse Pantsereenheden gebruikt. Einde 1936 kocht de Chinese regering van Chiang Kai-shek 15 stuks aan, samen met nog ander Duits materieel. De tank speelde een belangrijke rol in de Spaanse Burgeroorlog waar het zijn vuurdoop kreeg bij het Legioen Condor. In oktober 1936 werden 32 stuks PzKpfw I met 1 stuk Kleine Panzerbefehlswagen - Sd.Kfz. 265 verstuurd naar Spanje. In totaal namen 106 tanks (102 stuks Ausf A en Ausf B en 4 Kleine Panzerbefehlswagen - Sd.Kfz. 265) dienst in het Legioen Condor van Major Ritter von Thoma's Panzer Abteilung 88, ook bekend als Abteilung Drohne. Pz.Abt.88 was met zijn 3 compagnieën gestationeerd in Cubas nabij Toledo, waar Duitse instructeurs de Spaanse bemanning opleidde.
PzKpfw I Ausf A - Sd.Kfz. 101 werd ook ingezet in de Tweede Wereldoorlog bij de inval in Polen (1939), de invasie in Frankrijk (1940), de inval in Denemarken en Noorwegen (Panzer-Abteilung zur besonderen Verwendung 40). 1445 stuks waren beschikbaar bij de invasie van Polen (1939), 523 stuks namen deel aan de invasie van Frankrijk (1940). Vanaf einde 1940 tot 1941 werd deze lichte tank vervangen in alle gevechtseenheden (op 1 juli 1941 waren nog 843 stuks in actieve dienst). De laatste wapenfeiten van de PzKpfw I Ausf A werden genoteerd in Finland (1941) en Noord-Afrika. Na de reorganisatie van 1941 werden ze gebruikt in de opleidingsscholen van de pantsertroepen. In 1942 kocht Hongarije nog een aantal PzKpfw I Ausf A voor trainingsdoeleinden. Er bestaan meldingen dat een klein aantal PzKpfw I Ausf A tanks geëxporteerd zijn naar Finland en mogelijk ook naar Kroatië.